# Jezioro Zielone przy Krzywym Wigierskim
Jezioro Zielone przy Krzywym Wigierskim – jezioro położone jest na terenie gminy Suwałki, w województwie podlaskim.
Stanowi wschodnią zatokę Jeziora Krzywego Wigierskiego i jest najmniejszym zbiornikiem kompleksu.
Powierzchnia zwierciadła wody wynosi 7,7 ha, głębokość maksymalna 6,0 m, głębokość średnia 2,8 m, objętość wód 217,9 tys. m³. Posiada umiarkowanie rozwiniętą linię brzegową (w kształcie zbliżonym do trójkąta) o długości 1400 m. Jest to zbiornik polimiktyczny o typie rybackim linowo-szczupakowym. Wokół brzegów brak zabudowy rekreacyjnej.
Jest połączone przesmykiem z Jeziorem Krzywym od strony południowej, a od strony północno-wschodniej krótki kanał odprowadza wody do jeziora Koleśnego.